# Nathanael Brückner
Nathanael Brückner (* 29. Julijul. / 10. August 1864greg. in Neudorf (heute: Карманова), Gouvernement Cherson, Russisches Kaiserreich; † 23. Februar 1943 in Berlin) war ein deutscher Jurist, Bankmanager und Autor sozialpolitischer Schriften.

## Biographie

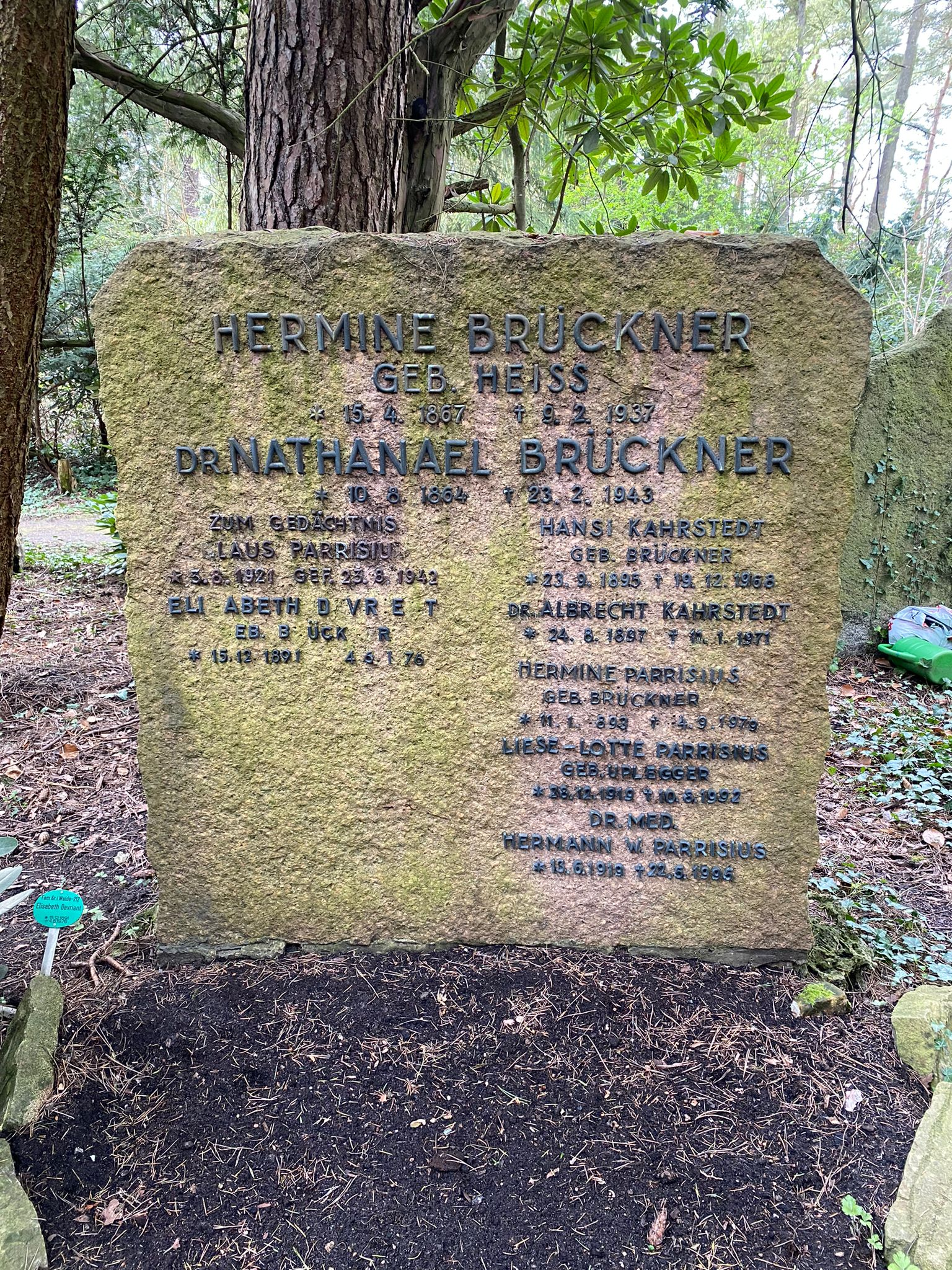
Grabstätte auf dem Parkfriedhof Lichterfelde

### Familie
Der Sohn des evangelischen Kirchenrats Wilhelm Brückner und seiner Ehefrau Clara, geb. Dressen, entstammte einer seit mehreren Generationen in Sankt Petersburg ansässigen deutschen Familie. Sein Onkel war der Historiker Alexander Brückner, seine Vettern waren der Geograph Eduard Brückner und der Ophtalmologe Arthur Brückner. Sein Geburtsort war das Kirchdorf einer Gemeinde von Schwarzmeerdeutschen, in der sein Vater als Pastor wirkte. Die Familie übersiedelte 1868 nach Deutschland, wo Brückner in Oberkirch, Bahlingen und Karlsruhe aufwuchs.
Aus seiner am 11. Februar 1891 in Karlsruhe geschlossenen Ehe mit Hermine Friederike Heiss gingen drei Töchter hervor. Nathanael Brücker erhielt seine letzte Ruhestätte auf dem Parkfriedhof Lichterfelde.

### Beruf
Nach dem Abitur nahm Brückner im Wintersemester 1883/84 an der Ludwig-Maximilians-Universität München ein Studium der Rechtswissenschaften und der Volkswirtschaftslehre auf, das er an der Friedrich-Wilhelms-Universität Berlin, der Ruprecht-Karls-Universität Heidelberg und der Kaiser-Wilhelms-Universität Straßburg fortsetzte.
Im Jahr 1889 wurde Brückner mit einer Arbeit über die Entwicklung der großstädtischen Bevölkerung des Deutschen Reichs promoviert.
Im gleichen Jahr wurde er von dem Frankfurter Unternehmer und Sozialpolitiker Wilhelm Merton als Mitarbeiter für dessen soziale Unternehmungen gewonnen und verfasste in dessen Auftrag eine zweibändige Studie über die öffentliche und private Fürsorge in Frankfurt am Main. Merton bezeichnete Brückners Aufgabenbereich erstmals 1892 offiziell als Institut für Gemeinwohl. Daneben war Brückner von 1893 bis 1894 Herausgeber und Redakteur der Zeitschrift Blätter für soziale Praxis in Gemeinde, Vereinen.
Brückner verließ das Institut für Gemeinwohl noch in der Aufbauphase und übernahm 1894 eine Position als Syndikus bei der Elektrizitäts-AG vormals Schuckert & Co. in Nürnberg. Im Jahr 1907 ging er als juristischer Berater zur neu gegründeten Berg- und Metallbank AG nach Frankfurt am Main. Diese fungierte für die Metallgesellschaft AG und die Metallurgische Gesellschaft AG als Konzern-Holding, in die Aktien der Gründungsgesellschaften und weiterer Gruppenunternehmen eingebracht wurden. Durch Fusion der Berg- und Metallbank mit der Metallurgischen Gesellschaft entstand 1910 die Metallbank & Metallurgische Gesellschaft AG. Im Jahr 1914 wurde Brückner Direktor der zum Konzern der Metallgesellschaft gehörigen Metallhütte Aktiengesellschaft Duisburg.
Brückner wurde 1918 in das Reichsschatzamt nach Berlin berufen, das im Folgejahr in Zusammenarbeit mit den Produzenten die Stickstoff-Syndikat GmbH gründete. Als Vertreter des Reichsfiskus wurde Brückner in die Geschäftsführung entsandt. Die weiteren Geschäftsführerposten besetzten die Badischen Anilin- & Soda-Fabrik, die Deutschen Ammoniak-Verkaufs-Vereinigung und die Kalkstickstoffindustrie mit Julius Bueb, Nikodem Caro und Emil Sohn. Im Jahr 1921 trat Brückner in die Geschäftsführung der Stickstoff-Kreditgesellschaft mbH ein, die zur Finanzierung des Syndikats gegründet worden war.
Vier Jahre später wurde Brückner Mitglied des Vorstands der Deutschen Länderbank AG berufen. Die Länderbank, deren Aktienmehrheit indirekt bei der Badischen Anilin- & Soda-Fabrik lag, fungierte als Konzernbank der I.G. Farben. Im Jahr 1933 wechselte Brückner in den Aufsichtsrat der Bank, dem er bis zu seinem Tod angehörte. Daneben war er Aufsichtsratsmitglied bei der zum IG Farben-Konzern gehörigen Erdöl- und Kohle-Verwertungs AG.

## Veröffentlichungen
- Die Entwicklung der grossstädtischen Bevölkerung im Gebiete des deutschen Reiches. Inaugural-Dissertation zur Erlangung Staatswissenschaftlichen Doktorwürde. Eingereicht bei der Rechts- und Staatswissenschaftlichen Fakultät der Kaiser-Wilhelms-Universität Straßburg. 1889. In: Allgemeines Statistisches Archiv. Bd. 1. Verlag der H. Laupp'schen Buchhandlung, Tübingen 1890, S. 135–184 u. und 615 – 672.
- Erziehung und Unterricht vom Standpunkt der Sozialpolitik. Verlag C. Jügel, Frankfurt am Main, 1892.
- Die öffentliche und private Fürsorge, gemeinnützige Thätigkeit und Armenwesen mit besonderer Beziehung auf Frankfurt. Im Auftrag des Instituts für Gemeinwohl zu Frankfurt am Main. 2 Bände. Verlag C. Jügel, Frankfurt am Main 1892/93.
- Fürsorge für selbständige Erwachsene. Verlag C. Jügel, Frankfurt am Main, 1893.
- Erziehung und Unterricht vom Standpunkt der Sozialpolitik. Verlag Siemenroth & Worms, Berlin 1895.